# معدل توزيع الأرباح
معدل توزيع الأرباح أو نسبة توزيع أرباح نقدية (بالإنجليزية: Dividend Payout Ratio)‏ هو نسبة صافي الدخل المُوزعة كأرباح لحملة الأسهم
المعادلات:-
الربح الموزع للسهم الواحد ÷ ربحية السهم الواحد EPS
الارباح النقدية المقترح توزيعها ÷ صافي الدخل
مثال:- شركة A توزع سنوياً 2 ريال، حققت هذا العام صافي ربح للسهم (EPS) بقيمة 10 ريال، إذاً معدل توزيع الأرباح هو:
2÷10 = 20٪
وهذا يعني أن الشركة وزعت 20٪ من صافي دخلها كأرباح لحملة الأسهم واحتفظت بـ80٪ لإعادة استثمارها في الشركة
يستطيع المستثمر أن يقدّر من خلال هذه النسبة ما إن كانت هذه الشركة توزع معظم دخلها أو إذا كانت شركة توزيعاتها مستقرة آو نسبة توزيعاتها طبيعية أو إذا كانت شركة لاتوزع أرباح بل تعيد استثمار هذه الأرباح لتعظيم ثروتها وهذا ماتفعله عادة الشركات الجديدة والناشئة، أما الشركات الكبيرة فعادة توزع أرباح مستقرة وبنسب عالية.
مثال اخر: سابك في السنتين الأخيرة (2013، 2012) توزع سنوياً 5 ريال وربحية السهم الواحد 8.4261 أي أن سابك توزع تقريباً 60٪ من صافي الدخل السنوي كأرباح لحملة الأسهم.
بإمكانك تطبيق المعادلة الثانية لمعرفة النسبة وهي:
الارباح النقدية المقترح توزيعها / صافي الدخل
15,000,000,000 / 25,278,382,000 = 59%